# Jane Ellen Harrison
Jane Ellen Harrison (9 de setembro de 1850 - 5 de abril de 1928) foi uma acadêmica, linguista e feminista britânica. Harrison é uma das fundadoras, com Karl Kerenyi e Walter Burkert, dos estudos modernos em Mitologia grega.  
Ela aplicou as descobertas arqueológicas às interpretações da religião grega de tal forma que se tornaram padrão. Acadêmicos contemporâneos como Mary Beard, biógrafa de Harrison, a descreveu como "a primeira professora de carreira acadêmica da Inglaterra" 
Harrison iniciou os estudos formais em Cheltenham Ladies' College, onde conquistou um diploma, em em 1874, continuou estudos sobre clássicos no Newnham College, da Universidade de Cambridge . O primeiro trabalho lhe trouxe dois doutorados, um na Universidade de Aberdeen em 1885 e outro na Universidade de Durham em 1897.  Este reconhecimento lhe garantiu a oportunidade de retornar ao Newnham College como uma conferencista em 1898.

## Primeiros trabalhos
A primeira monografia de Harrison, em 1882, apresentou a tese que tanto a Odisseia de Homero e as artes visuais das cerâmicas foram inspiradas em fontes fundamentais da mitologia, uma opinião que atéentão não era comum na arqueologia, de que o repertório destas cerâmicas poderia oferecer informações sobre mitos e rituais.
A maneira com que desenvolveu seu grande trabalho, Prolegomena to the Study of Greek Religion (1903), foi o de proceder do ritual para o mito que o inspirou.: "Na teologia os fa(c)tos são mais difíceis de ver, a verdade é mais difícil de formular do que o ritual." (p 163). É assim que ela começa o livro analisando os festivais atenienses: Anthesteria, festival de colheita, Thargelia, Kallynteria, Plynteria, e o festival das mulheres, no qual detectava muitos resquícios do primitivo, Thesmophoria, Arrophoria, Skirophoria, Stenia e Haloa.